# Prioniturus platurus
La lorito-momoto dorsidorado (Prioniturus platurus) es una especie de ave psitaciforme de la familia Psittaculidae endémica de Indonesia. 

## Distribución
Se encuentra en la isla de Célebes e islas menores cercanas. Su hábitat natural son los bosques tropicales.